# Lija (personaggio)
Lija (o Lyja) è un personaggio dei fumetti della Marvel Comics, creato da Tom DeFalco (testi) e Paul Ryan (disegni). È apparsa la prima volta come Lija in The Fantastic Four (vol. 1) n. 357 (ottobre 1991).
È un'esponente di sesso femminile della specie aliena degli Skrull.

## Storia
La sua prima apparizione coincise con la rivelazione che l'aliena, dotata delle capacità di mutaforma proprie della sua specie, aveva preso le fattezze e il ruolo di Alicia Masters - già fidanzata della Cosa e futura sposa della Torcia Umana - durante le Guerre segrete (Fantastic Four n. 265 dell'aprile 1984), per sabotare dall'interno il gruppo di supereroi Fantastici Quattro. Questo espediente narrativo permise allo sceneggiatore Tom De Falco di invalidare il matrimonio tra la Torcia Umana e Alicia Masters.
In seguito, abiurata la propria missione per amore dell'eroe, l'aliena riprese sotto la propria vera identità la relazione sentimentale con Johnny Storm, in seguito minata da una finta gravidanza, prima, e dagli eventi del crossover Onslaught, poi.
Dopo un periodo di accantonamento, il personaggio è stato reintrodotto nel 2010 come villain durante la saga Secret Invasion, incentrata su una guerra tra umani e Skrull.

## Altre versioni
- I suoi creatori ne hanno fatto un membro del gruppo dei Fantastic Five, nell'universo futuristico MC2.
- Nel 2007 lo sceneggiatore Reginald Hudlin ha concepito una sua versione alternativa in stile Marvel Zombi sulle pagine di Pantera Nera.
- Il personaggio è stato utilizzato in una puntata del cartone animato del 1994 dedicato ai Fantastici Quattro.